# Elmar Lehnen
Elmar Lehnen (Hinsbeck, 1965) is een Duitse organist en koorleider.
Sinds 2004 leidt hij het internationaal bekende koor KaLoBrHi uit Nettetal. Met dat koor voerde hij de onder andere de volgende werken uit: Mozarts Requiem, Magnificat, Stabat Mater, en de Missa Solemnis van Beethoven.
- Gemeinsame Normdatei: 135460689
- International Standard Name Identifier: 0000 0000 8397 4396
- Library of Congress Control Number: n2010070857
- MusicBrainz: c15ece3d-89b9-4bd7-99af-912d4a5ecca5
- Virtual International Authority File: 80198501
- WorldCat: E39PBJgX7X7Kv9xTKtG63ThPwC